# Přebor Zlínského kraje 2013/2014
V soubojích 26. ročníku Přeboru Zlínského kraje 2013/14 (jedna ze skupin 5. fotbalové ligy) se utkalo 14 týmů každý s každým dvoukolovým systémem podzim–jaro. Tento ročník začal v neděli 11. srpna 2013 kompletním 1. kolem a skončil v neděli 15. června 2014 zbývajícím zápasem 26. kola (SK Boršice – SFK ELKO Holešov 3:1).

## Nové týmy v sezoně 2013/14
- * Z Divize D 2012/13 sestoupilo do Přeboru Zlínského kraje mužstvo FC Slovácká Sparta Spytihněv, z Divize E 2011/12 mužstvo FC Morkovice.
- Ze skupin I. A třídy Zlínského kraje 2012/13 postoupila mužstva SK Vizovice (2. místo ve skupině A) a FC Fryšták (7. místo ve skupině B).

## Konečná tabulka
Zdroje: 
| Poř. | Tým                              | Z  | V  | R | P  | VG | OG | B  |
| ---- | -------------------------------- | -- | -- | - | -- | -- | -- | -- |
| 1.   | FC Velké Karlovice + Karolinka   | 26 | 19 | 1 | 6  | 58 | 29 | 58 |
| 2.   | SK Boršice                       | 26 | 17 | 3 | 6  | 57 | 30 | 54 |
| 3.   | FC Slovácká Sparta Spytihněv (S) | 26 | 14 | 3 | 9  | 57 | 33 | 45 |
| 4.   | FK Bystřice pod Hostýnem         | 26 | 12 | 4 | 10 | 52 | 44 | 40 |
| 5.   | SFK ELKO Holešov                 | 26 | 12 | 4 | 10 | 52 | 48 | 40 |
| 6.   | FK Vigantice                     | 26 | 12 | 2 | 12 | 40 | 46 | 38 |
| 7.   | FC RAK Provodov                  | 26 | 12 | 2 | 12 | 58 | 60 | 38 |
| 8.   | FK Luhačovice                    | 26 | 12 | 2 | 12 | 57 | 54 | 38 |
| 9.   | FC Morkovice (S)                 | 26 | 11 | 2 | 13 | 51 | 49 | 35 |
| 10.  | FC Rožnov pod Radhoštěm          | 26 | 9  | 5 | 12 | 40 | 48 | 32 |
| 11.  | FC Fryšták (N)                   | 26 | 7  | 7 | 12 | 36 | 51 | 28 |
| 12.  | SK Vizovice (N)                  | 26 | 8  | 3 | 15 | 41 | 68 | 27 |
| 13.  | TJ Sokol Kateřinice              | 26 | 8  | 2 | 16 | 49 | 66 | 26 |
| 14.  | FK Chropyně                      | 26 | 8  | 2 | 16 | 36 | 58 | 26 |

Poznámky:
- Z = Odehrané zápasy; V = Vítězství; R = Remízy; P = Prohry; VG = Vstřelené góly; OG = Obdržené góly; B = Body; (S) = Mužstvo sestoupivší z vyšší soutěže; (N) = Mužstvo postoupivší z nižší soutěže (nováček)

|  | Postup do Divize E 2014/15                              |
|  | Přihláška do I. B třídy Zlínského kraje – sk. A 2014/15 |